# Погостище (Вологодская область)
Погостище — деревня в Кирилловском районе Вологодской области.
Входит в состав Чарозерского сельского поселения, с точки зрения административно-территориального деления — в Чарозерский сельсовет.
Расстояние по автодороге до районного центра Кириллова — 72 км, до центра муниципального образования Чарозера — 15 км. Ближайшие населённые пункты — Зуево, Росликово, Комлино.
По данным переписи в 2002 году постоянного населения не было.
В бывшей деревне Погостище проводятся археологические раскопки эпохи Мезолита под эгидой Череповецкого государственного университета и Череповецкого музея археологии. Научный руководитель археологических раскопок кандидат исторических наук, Косорукова Наталья Валентиновна.